# Thamerkerk
De Thamerkerk ligt aan de Amsteldijk Noord 1 in het Noord-Hollandse Uithoorn. De neoclassicistische kerk met daktorentje werd gebouwd van 1834 tot 1835. De kerk is de oudste van Uithoorn en ligt naast de Amstel. 

## Geschiedenis
De middeleeuwse kerk van Thamen was een dochterkerk van de kerk van Mijdrecht en in of voor de veertiende eeuw ontstaan. De kerk stond in de buurtschap Thamen ter hoogte van de tegenwoordige Europarei (flats). Deze kerk was al in gebruik toen de reformatie slechts enkele tientallen jaren oud was. Door problemen met de waterhuishouding in de 17e eeuw verhuisden de vissers en turfstekers naar de Amstel. In 1662 werd ze naar de Amsteldijk verplaatst. Deze kerk werd in 1834 door de huidige vervangen. Op 6 april 1835 werd de kerk feestelijk in gebruik genomen. De kerk heeft een kerkzaal met balkon en een kleine consistorie. Het interieur onderging verschillende wijzigingen. In 1917 plaatste men het orgel achter de preekstoel waardoor er meer ruimte voor de gemeenteleden ontstond. Begin jaren zestig werden het doophek en enkele banken verwijderd, zodat kerkgangers meer zicht op het liturgische gebeuren kregen.
In de klokkenstoel hangt een klok van François Hemony uit 1659. Deze verving in 1852 de oorspronkelijke klok. Het mechanisch torenuurwerk is van Eijsbouts. Het orgel werd gemaakt in 1972 door Jac. van der Linden. Hierbij werden onder andere een orgelkas van Knipscheer gebruikt uit 1863. Het orgel is later door firma W.N. de Jongh uitgebreid met een zelfstandig pedaal.
Sinds 1973 staat het gebouw als rijksmonument ingeschreven in het monumentenregister.
Naast kerk is het gebouw in gebruik als cultureel centrum. De kerk is in beheer door de Stichting Beheer Historisch Erfgoed Uithoorn. Deze stichting heeft als doel deze kerk voor de Uithoornse samenleving te behouden en als multifunctioneel centrum door de Uithoornse samenleving te laten gebruiken. Achter de kerk staat het verenigingsgebouw De Morgenster. 
Op 25 juli 2019 werd de Thamerkerk verkocht; de nieuwe eigenaar verhuurde het gebouw voor diverse activiteiten. Eind januari 2021 maakte de Uithoornse wethouder Bouwma bekend dat de kerk te koop was gezet omdat door de Coronacrisis verhuur niet meer mogelijk was.
In november 2024 werd de Thamerkerk wederom te koop gezet.

## Foto's

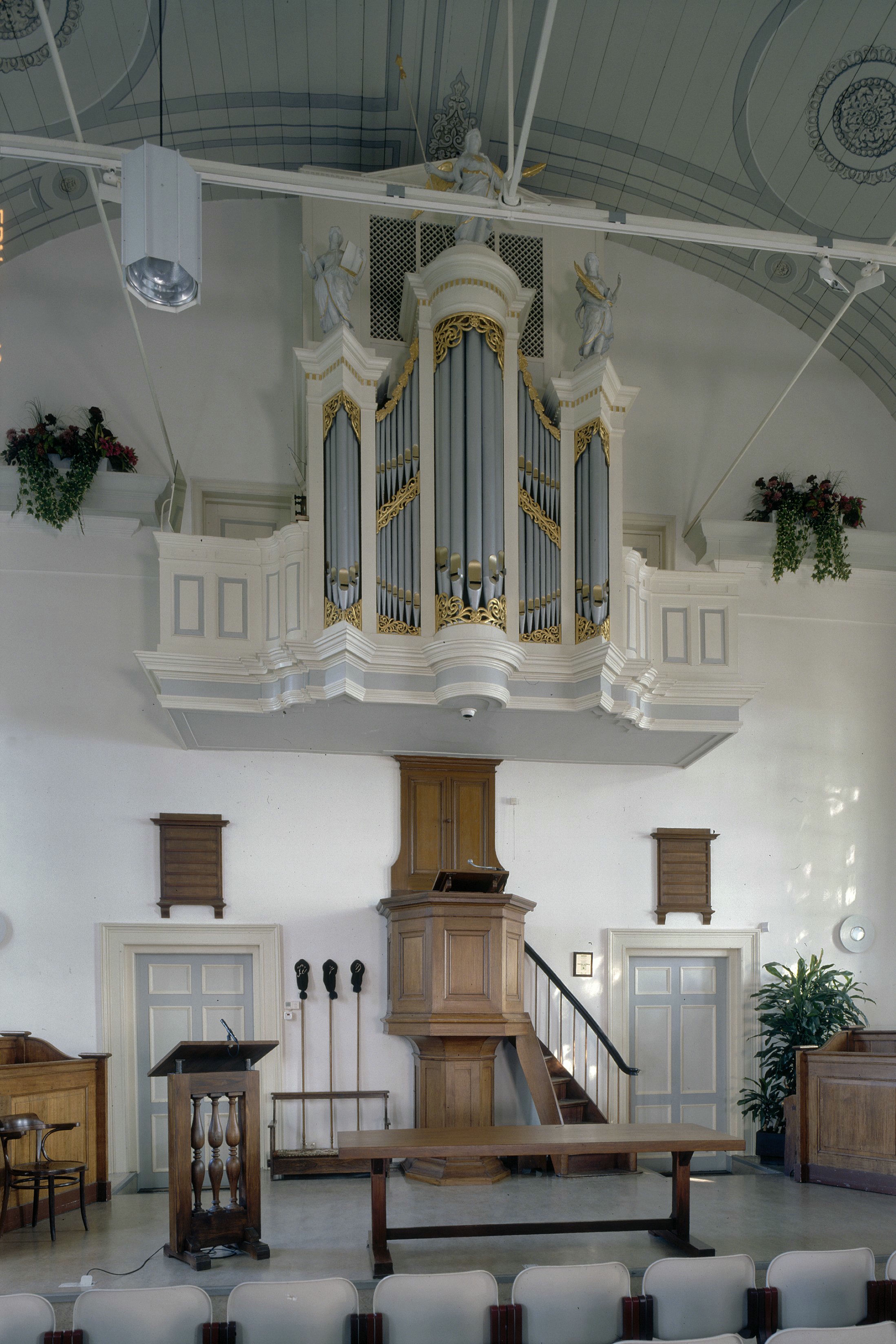
Orgel
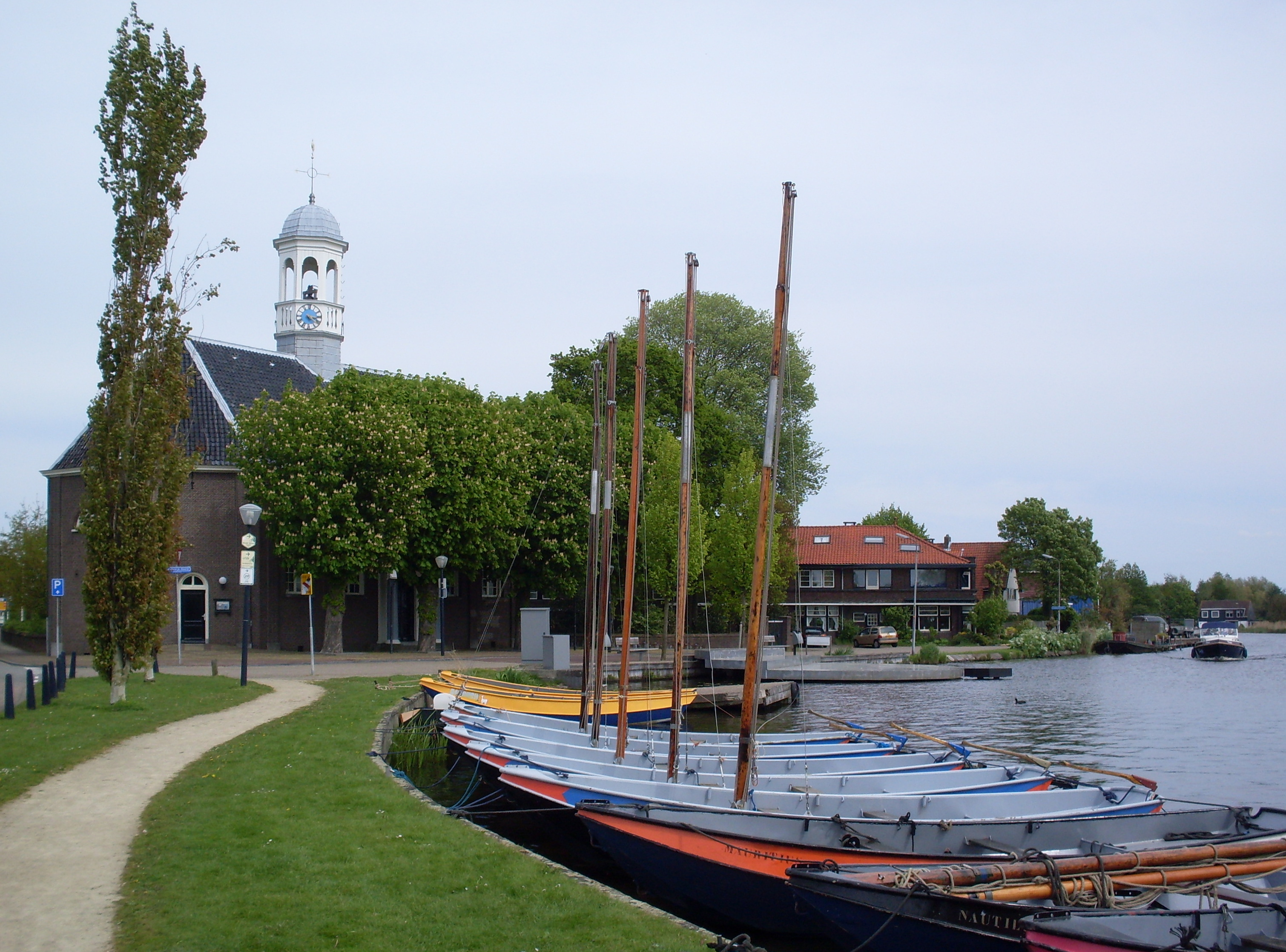
De kerk en haar omgeving
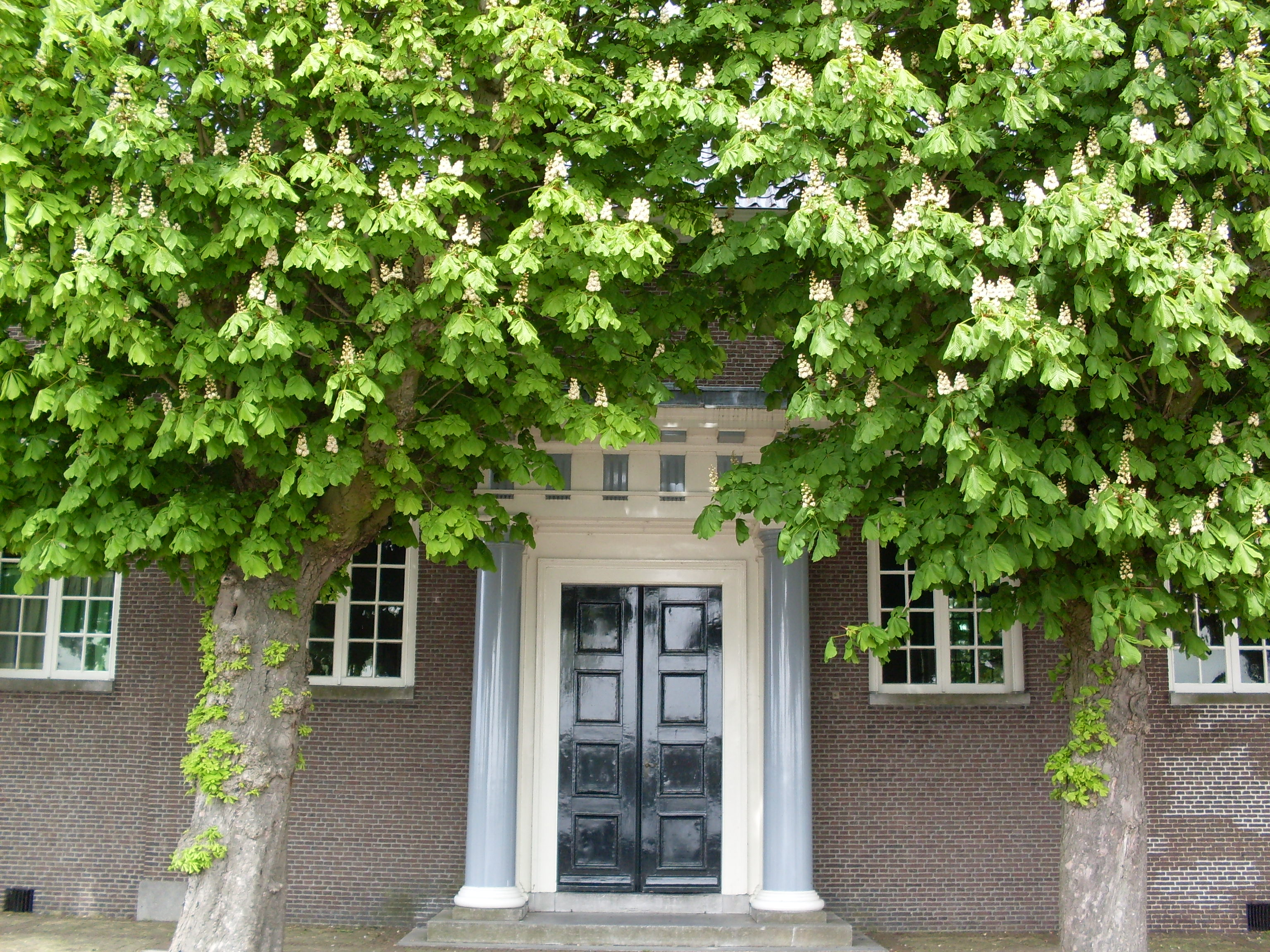
Toegangsdeur